# بوبي هوستون (قسيسة)
بوبي هوستون (بالإنجليزية: Bobbie Houston)‏ هي قسيسة نيوزيلندية، ولدت في 16 يناير 1957 في نيوزيلندا.